# Franz Josef Zoffl
Franz Josef Zoffl, též Zoffel (27. června 1853 Kunčina – 7. června 1932 Kunčina), byl rakouský politik německé národnosti z Moravy; poslanec Moravského zemského sněmu.

## Biografie
Narodil se roku 1853. V matrice je uveden jako Franz Josef Zoffel z domu čp. 3 v Kunčině, syn Josefa Zoffela, majitele svobodného dvora, a Viktorie rozené Tinkl. Byl pak sám majitelem svobodného dvora v Kunčině (Kunzendorf). Uvádí se i jako starosta obce. Rodina Zofflů patřila mezi starobylé místní rody. Od počátku 18. století vlastnili trvale zdejší svobodný dvůr. Příbuzensky byli propojeni i s významným německým agrárním politikem z Hřebečska Franzem Peschkou. Jeho první manželkou se totiž v roce 1882 stala Theresia Zoffl, dcera majitele svobodného dvora v Kunčině Josefa Zoffla. Po její smrti v roce 1885 se Peschka oženil s její sestrou Emilií Zoffl. Franz Josef Zoffl byl bratrem Theresie a Emilie.
Počátkem 20. století se zapojil i do vysoké politiky. V zemských volbách roku 1902 byl zvolen na Moravský zemský sněm, za kurii venkovských obcí, obvod Třebová, Svitavy, Jevíčko. V roce 1902 se uvádí jako všeněmecký kandidát. Porazil německého liberála Ferdinanda Weigla. Šlo o Freialldeutsche Partei (Svobodná všeněmecká strana, později oficiálně Deutschradikale Partei neboli Německá radikální strana). Již v roce 1903 se ale v stranickém tisku uvádí, že poslanec Zoffl se od Svobodné všeněmecké straně odklonil a přešel ke konkurenčnímu Všeněmeckému sjednocení (Alldeutsche Vereinigung) okolo Georga von Schönerera.
Neúspěšně za všeněmce kandidoval ve volbách do Říšské rady roku 1907.
Roku 1906 byl odsouzen za těžké ublížení na těle na tři měsíce do žaláře. Šlo o incident, kdy na Zofflův statek dorazil v srpnu 1905 inženýr Votava kvůli kontrole parního kotle. Zoffl se s ním dostal do potyčky, přičemž mu vulgárně nadával český lumpe, česká svině, darmožroute apod.
V roce 1916 zaznamenal německý tisk, že svobodný dvůr bývalého poslance Zoffla v Kunčině koupila česká banka.